# S̈
S̈ (minuskule s̈) je speciální znak latinky. Nazývá se S s přehláskou. Používá se v současnosti pouze v čečenštině, kde se jedná o znak cyrilice Ш a reprezentuje neznělou postalveolární frikativu (ʃ). Čte se přibližně jako české Š. Dříve se také používalo v češtině, později bylo ale nahrazeno za Š.